# Erich Retter
Erich Retter (* 17. Februar 1925 in Plüderhausen; † 27. Dezember 2014 in Stuttgart) war ein deutscher Fußballspieler des VfB Stuttgart, der mit dem VfB zwei Mal in den Jahren 1950 und 1952 die deutsche Fußballmeisterschaft gewann. Von 1952 bis 1956 absolvierte der Verteidiger im damaligen WM-System auch 14 Länderspiele in der Fußballnationalmannschaft.

## Sportliche Laufbahn

### Vereinskarriere
Der vom schwäbischen Amateurverein SV Plüderhausen zum VfB Stuttgart gekommene Abwehrspieler war als rechter Verteidiger Stammspieler der Mannschaft, die in den Jahren 1950 und 1952 unter Trainer Georg Wurzer die deutsche Meisterschaft errang. Auch in dem verlorenen Finale 1953 verteidigte er für die „Roten“. Einen dritten Titel gewann er 1954 durch den Erfolg im DFB-Pokal. In der Oberliga Süd bestritt Retter von 1947 bis 1962 für den VfB Stuttgart 354 Spiele und erzielte dabei sechs Tore.
Am 24. Januar 1943 beantragte er die Aufnahme in die NSDAP und wurde zum 20. April desselben Jahres aufgenommen (Mitgliedsnummer 9.410.075). Unter dem neu zum VfB Stuttgart gekommenen Trainer Georg Wurzer debütierte Retter am 19. Oktober 1947 bei einer 1:3-Niederlage auf dem Bieberer Berg gegen die Kickers Offenbach in der Oberliga Süd. In seiner Debütrunde belegte die Elf mit dem roten Brustring den fünften Rang und Retter hatte 20 Ligaspiele bestritten. Der Lokalrivale von Degerloch, die Stuttgarter Kickers, trumpfte in dieser Runde mit sagenhaften 113:70 Toren auf dem dritten Rang auf und hatte mit Stürmern wie Edmund Conen, Siegfried Kronenbitter, Kurt Lauxmann, Reinhard Schaletzki, Hellmut Schmeißer und Günter Sosna auch gegenüber den VfB-Angreifern um Herbert Binkert, Robert Schlienz, Erwin Läpple und Otto Bökle Vorteile. In seinem dritten Oberligajahr, 1949/50, gewann Retter mit seinen Mannschaftskollegen im Süden die Vizemeisterschaft und setzte sich in der Endrunde im Finale um die deutsche Meisterschaft gegen den Süddritten Kickers Offenbach mit 2:1 Toren durch. Im Jahre 1951 wurde er zusammen mit der Mannschaft des VfB mit dem Silbernen Lorbeerblatt ausgezeichnet.
In seiner vierten Oberligasaison, 1950/51, konnte Retter mit dem VfB die Erfolge des Vorjahres zwar nicht wiederholen, persönlich brachte ihn die Saison aber sportlich weiter. Er stand am 11. November 1950 in Ludwigshafen im Repräsentativspiel des Südwestens gegen Süddeutschland in der Südelf. Das Spiel endete vor 60.000 Zuschauern mit Retter als rechtem Verteidiger 2:2. Elf Tage danach fand in Stuttgart das erste Länderspiel nach Ende des Zweiten Weltkriegs gegen die Schweiz statt. Als Verteidigerpaar hatte Bundestrainer Sepp Herberger die erfahrenen Spieler Herbert Burdenski und Jakob Streitle berufen; Retter befand sich noch in der „Warteschleife“. Im Frühjahr 1951 nahm der Verteidiger in Duisburg erstmals an einem Sichtungslehrgang der Nationalmannschaft teil und stand dann auch am 14. April 1951 in Karlsruhe beim ersten Spiel der B-Nationalmannschaft auf dem Rasen.
In den Jahren 1952 bis 1954 holte Retter zweimal die Meisterschaft in der Oberliga Süd beziehungsweise 1953 die Vizemeisterschaft auf dem Cannstatter Wasen. Gekrönt wurden diese drei Erfolgsjahre durch die zweite deutsche Meisterschaft 1952, den DFB-Pokalerfolg 1954 und die Endspielteilnahme 1953 gegen die „Walter-Elf“ aus Kaiserslautern. Der unermüdliche Arbeiter galt als schlagsicher, kopfballstark und zuverlässig. Retter war einer der Stars der „goldenen 50er Jahre“ des VfB Stuttgart.
Seine Meniskusverletzung aus dem letzten Testländerspiel vor der WM 1954 am 25. April 1954 in Bern gegen die Schweiz war ein Tiefschlag, den Retter im Verein erst mit der erneuten Süd-Vizemeisterschaft in der Serie 1955/56 überwinden konnte. Er absolvierte in dieser Runde 37 Ligaspiele und erzielte ein Tor. Auch in den nächsten zwei Runden, 1956/57 und 1957/58, gehörte der Routinier immer noch eindeutig zur Stammelf des „ewigen VfB-Trainers“ Georg Wurzer. Als die DFB-Pokalspiele 1958 am 21. September – 4:1-Erfolg beim 1. FC Saarbrücken im Halbfinale – und das Endspiel am 16. November 1958 in Kassel gegen Fortuna Düsseldorf (4:3-Erfolg nach Verlängerung) ausgetragen wurden, fiel Retter durch die Folgen einer zweiten Meniskusoperation aber über ein Jahr aus und konnte 1958/59 überhaupt kein Spiel in der Oberliga Süd bestreiten.
Im letzten Trainerjahr Wurzers beim VfB, 1959/60, kam der Abwehrspieler nach seiner Rückkehr auf 15 Einsätze und beendete unter Wurzers Nachfolger Kurt Baluses nach der Runde 1961/62 endgültig seine langjährige aktive Laufbahn. Mit dem Spiel am 17. Dezember 1961, einer 0:1-Auswärtsniederlage bei der SpVgg Fürth, war die Laufbahn von Erich Retter zu Ende. In der Defensive trat der VfB mit Torhüter Günter Sawitzki, dem Verteidigerpaar Retter/Günter Seibold und der Läuferreihe mit Werner Walter, Klaus-Dieter Sieloff und Theodor Hoffmann dabei im Ronhof an.

### Auswahleinsätze
Vor dem ersten Länderspiel nach Ende des Zweiten Weltkriegs am 22. November 1950 in Stuttgart gegen die Schweiz, wurden zwei Repräsentativspiele von Südwest gegen Süd und Süd gegen West zur Sichtung durchgeführt. Beim Spiel am 11. November in Ludwigshafen verteidigte Retter beim 2:2 gegen das Südwest-Team um die Walter-Brüder Fritz und Ottmar und seine beiden Vereinskollegen Erwin Läpple und Otto Baitinger waren im Angriff aktiv. Am Tag danach, den 12. November, besiegte eine zweite Südauswahl mit den weiteren VfB-Akteuren Karl Barufka und Rolf Blessing eine Westauswahl mit Toni Turek, Paul Mebus, Josef Röhrig, Felix Gerritzen, Alfred Preißler, Hans Schäfer und Bernhard Klodt mit 5:4 Toren. Nach einem Sichtungslehrgang vom 2. bis 6. April 1951 in Duisburg – unter anderem mit den Verteidigern Erich Juskowiak und Werner Kohlmeyer – setzte Bundestrainer Sepp Herberger den VfB-Verteidiger international erstmals am 14. April 1951 in einem Freundschaftsspiel der neu gebildeten B-Nationalmannschaft ein. Es folgten die Kaderzugehörigkeit beim Länderspiel am 23. September 1951 in Wien gegen Österreich, sein Einsatz am 13. Oktober in der Südauswahl gegen Südwest und die erneute Rolle des Ersatzspielers beim Länderspiel am 17. Oktober in Dublin gegen Irland. In beiden Länderspielen hatte Herberger in der Verteidigung auf das Paar Jakob Streitle und Werner Kohlmeyer gesetzt.
Im Frühjahr 1952 war es dann soweit: Sein Debüt in der A-Nationalmannschaft bestritt Retter am 20. April 1952 beim 2:0-Sieg in Luxemburg gegen das Großherzogtum. Herberger testete beim 3:0-Erfolg in erster Linie den Angriff der neu aufgebauten Amateurnationalmannschaft, welche am 14. Mai in Düsseldorf das Debütspiel gegen Großbritannien bestreiten sollte. Retter verteidigte zusammen mit dem Münchner Hans Bauer und im Angriff stürmten die Amateure Georg Stollenwerk, Johann Zeitler, Willi Schröder und Kurt Ehrmann. Danach gehörte der Defensivspieler aus Stuttgart der Stammformation der Nationalmannschaft an.
Herausragend waren in den folgenden Monaten die beiden Spiele im Dezember 1952 gegen Jugoslawien (3:2) und in Spanien (2:2) wo er zumindest mit Branko Zebec einen internationalen Klassemann am linken Flügel zu bekämpfen hatte und am 22. März 1953 in Köln das Heimspiel vor 76.000 Zuschauern gegen Österreich mit deren Stars um Gerhard Hanappi, Ernst Ocwirk und Ernst Stojaspal. In der Saison 1953/54 stand er in allen fünf Begegnungen vor der Fußball-Weltmeisterschaft 1954 in der Schweiz in der Mannschaft. In den vier Qualifikationsspielen gegen Norwegen und das Saarland verteidigte Erich Retter erfolgreich für Deutschland. Sein Stammplatz schien nach der Qualifikation sicher. In seinem zwölften Länderspiel (5:3-Sieg in Basel gegen die Schweiz am 25. April 1954) erlitt er jedoch eine Meniskusverletzung, die ihn zum Verzicht auf die WM-Endrunde zwang. Deshalb wird er oftmals als „der verhinderte Weltmeister“ tituliert. Acht Tage vor dem letzten Testländerspiel am 25. April in Bern, erlebte er noch den Erfolg mit dem VfB im DFB-Pokalendspiel gegen den 1. FC Köln, wo er sich mit dem Flügelstürmer der Nationalmannschaft Hans Schäfer auseinanderzusetzen hatte. Anfang Mai 1954 führte ihn noch der DFB in der 40er-Liste an die FIFA auf; seine Knieverletzung erwies sich aber als so schwerwiegend, dass er definitiv für die Weltmeisterschaft ausfiel, obwohl er einer der sieben, acht Spieler gewesen war, die ihren Stammplatz sicher gehabt hätten.
Zu seinem 13. Länderspieleinsatz kam er erst am 28. Mai 1955 in Hamburg beim 2:1 gegen Irland. Das Spiel war gleichzeitig das Debüt von der VfB-Ikone Robert Schlienz in der Nationalmannschaft. In den Länderspielen gegen die Sowjetunion (21. August), Jugoslawien (25. September 1955) und am 14. März 1956 in Düsseldorf gegen die Niederlande war er Ersatzspieler. Beim 1:3 gegen England am 26. Mai 1956 in Berlin vor 95.000 Zuschauern bestritt Erich Retter sein 14. und letztes Länderspiel. Die DFB-Elf trat in der Defensive mit Torhüter Fritz Herkenrath, dem Verteidigerpaar Retter/Juskowiak und der Läuferreihe Schlienz, Heinz Wewers und Karl Mai gegen das englische Team um Billy Wright, Duncan Edwards, Johnny Haynes und Tommy Taylor an. Nach einer zweiten Meniskusoperation 1958 neigte sich seine Karriere auch beim VfB Stuttgart langsam dem Ende zu.

## Erfolge
- Deutscher Meister 1950, 1952
- DFB-Pokalsieger 1954

## Berufliche Laufbahn
Nach der Karriere widmete er sich seiner in unmittelbarer Nähe des Neckarstadions an der Mercedesstraße gelegenen Tankstelle, deren Betrieb er erst 1984 aufgab, um alsdann in einer Wangener Stahlbaufirma als Zentrallager- und Fuhrparkleiter tätig zu werden. Retter war in Esslingen wohnhaft und der Schwager des Fußballspielers Josef Ledl.

## Trivia
Richard Kirn, Sportfeuilletonist, bemerkte über Erich Retter: „Überaus schlagsicher, guter Aufbauspieler.“